# Punto debole (film)
Punto debole (Split Image) è un film del 1982 diretto da Ted Kotcheff.

## Trama
Un atleta universitario americano viene coinvolto in una setta religiosa, ma la sua famiglia fa di tutto per riportarlo a casa.